# North Canton
North Canton – miasto w Stanach Zjednoczonych, we wschodniej części stanu Ohio. 
Liczba mieszkańców w 2000 roku wynosiła 16 740.